# Пионерское (Нижегородская область)
Пионе́рское — деревня в городском округе город Бор Нижегородской области. Входит в состав Останкинского сельсовета.

## История
В 1939 году деревня Малое Сукино переименована в Пионерское.

## Население
| 2002 | 2010 |
| ---- | ---- |
| 132  | ↘99  |

## Улицы
В деревне имеются две улицы: Дачная и Дорожная.